# Bahan
Bahan (Hebreo:בחן) es un kibutz en la parte central de Israel. Situado cerca de Bat Hefer, forma parte de la jurisdicción del Consejo Regional del Valle de Hefer. En el año 2006 tenía una población de 260 personas.
El kibutz fue establecido en 1954 por el grupo Nahal y en un principio estaba formado por inmigrantes de América del Sur. Cerca de allí hay un yacimiento arqueológico llamado Tel Bahan. 

## El Parque Utopia
Para quienes buscan una actividad especial en la fiesta de Janucá y desean llevar a los niños, a los padres mayores y a toda la familia a vivir una aventura única, conviene tener en cuenta el parque Utopia. En el corazón de la región de Sharon, en el Kibutz Bahan, se halla el Parque Utopia, uno de los más preciosos bosques, un parque húmedo de clima tropical que permite el crecimiento de miles de orquídeas de todo el mundo, y otras plantas tropicales, apreciar un grupo de animales exóticos e incluso ver las curiosas plantas carnívoras. Visitar el parque es una experiencia verdadera y única.
Cuenta con una extensa colección de orquídeas, la mayoría de ellas en floración, crecen en el bosque que se convirtió desde hace ocho años en el lugar ideal para el cultivo de orquídeas. Los jardines tropicales son bastante similares a los originales de otros confines. Los visitantes del parque pueden ver y experimentar personalmente el mágico mundo de las orquídeas que crecen en cada esquina. Durante la visita se puede escuchar una charla sobre las orquídeas, y las plantas carnívoras, dictada por un guía especializado, ya que hay en el parque más de 17.000 mil orquídeas de 500 especies diferentes, estas orquídeas cuando parece que han muerto, reviven nuevamente al llegar la temporada siguiente.
El Parque Utopia puede ser visitado en verano por los espacios con sombra, pero también en invierno, pues es totalmente techado y con aire acondicionado y está formado por numerosos parcelas escalonadas y hamacas. El complejo abarca más de 40 hectáreas. Es un sitio internacionalmente famoso en el que se puede visitar el jardín botánico-ecológico exclusivo, que incluye varios circuitos entre ellos con cascadas de agua (que recuerdan un poco a las cataratas de Iguazú pero en miniatura). 
Asimismo, se puede apreciar el espectacular show musical de las fuentes digitales. Hay exuberante vegetación; piscinas llenas de peces, senderos que serpentean por las colinas y los puentes. El visitante tiene la sensación de estar en una selva tropical con todas sus características. Hay peces, aves y otros animales que viven en el parque. Hay varias colinas, en la del laberinto hay dos niveles uno por tierra, y otro con un puente flotante. Hay rincones para acariciar o dar de comer a los animales, varios pájaros y aves exóticas. Los visitantes son recibidos por un singular loro que habla en inglés.
Se puede visitar la colina Israelí, donde se aprecian las 7 especies bíblicas, el sendero de las hierbas, o el Cerro de la Pagoda. Un espacio muy lindo para hacer un pícnic, con largas mesas de madera y sus bancos, rodeados de un hermoso paisaje. Aunque también se puede comer en el restaurante o en la cafetería del parque. El precio de la entrada es de 60 shékels y se puede estar varias horas (De 8.30 a 17hs , aunque a las 15.30 cierran la boletería).